# FIVB World League 2012
De  FIVB World League 2012 is een internationale volleybalcompetitie voor mannen dat gespeeld wordt tussen zestien landen van 18 mei 2012 tot 8 juli 2012.

## Gekwalificeerde landen
| Pool A                    | Pool B                        | Pool C                                       | Pool D                                  |
| ------------------------- | ----------------------------- | -------------------------------------------- | --------------------------------------- |
| Rusland Cuba Servië Japan | Brazilië Polen Finland Canada | Italië Verenigde Staten Frankrijk Zuid-Korea | Argentinië Bulgarije Duitsland Portugal |

## Intercontinentale ronde
- Het gastland voor de final four, de groepswinnaars en de beste nummer 2 kwalificeren zich voor de eindronde indien het gastland als eerste eindigt in de groep, zal de nummer 2 in die groep zich kwalificeren voor de eindronde. .[1][2]

Puntenverdeling
- bij winst met 3-0 of 3-1 :3 punten voor de winnaar ; 0 punten voor de verliezer
- bij winst met 3-2 : 2 punten voor de winnaar ; 1 punt voor de verliezer

### Groep A
|      |         |     | Wedstrijden | Wedstrijden | Sets | Sets | Sets |
| Rank | Team    | Pts | W           | L           | W    | L    |      |
| ---- | ------- | --- | ----------- | ----------- | ---- | ---- | ---- |
| 1    | Cuba    | 25  | 9           | 2           | 29   | 15   |      |
| 2    | Servië  | 19  | 6           | 5           | 25   | 21   |      |
| 3    | Rusland | 18  | 7           | 4           | 26   | 21   |      |
| 4    | Japan   | 4   | 0           | 11          | 10   | 33   |      |

### Groep B
|      |          |     | Wedstrijden | Wedstrijden | Sets | Sets | Sets |
| Rank | Team     | Pts | W           | L           | W    | L    |      |
| ---- | -------- | --- | ----------- | ----------- | ---- | ---- | ---- |
| 1    | Polen    | 29  | 10          | 2           | 33   | 13   |      |
| 2    | Brazilië | 26  | 8           | 4           | 31   | 17   |      |
| 3    | Canada   | 10  | 3           | 9           | 15   | 30   |      |
| 4    | Finland  | 7   | 3           | 9           | 12   | 31   |      |

### Groep C
|      |                  |     | Wedstrijden | Wedstrijden | Sets | Sets | Sets |
| Rank | Team             | Pts | W           | L           | W    | L    |      |
| ---- | ---------------- | --- | ----------- | ----------- | ---- | ---- | ---- |
| 1    | Verenigde Staten | 23  | 8           | 2           | 25   | 11   |      |
| 2    | Frankrijk        | 19  | 7           | 3           | 23   | 17   |      |
| 3    | Italië           | 12  | 4           | 6           | 18   | 23   |      |
| 4    | Zuid-Korea       | 6   | 1           | 9           | 14   | 29   |      |

### Groep D
|      |            |     | Wedstrijden | Wedstrijden | Sets | Sets | Sets |
| Rank | Team       | Pts | W           | L           | W    | L    |      |
| ---- | ---------- | --- | ----------- | ----------- | ---- | ---- | ---- |
| 1    | Duitsland  | 25  | 8           | 2           | 27   | 8    |      |
| 2    | Bulgarije  | 19  | 7           | 3           | 23   | 16   |      |
| 3    | Argentinië | 16  | 5           | 5           | 17   | 18   |      |
| 4    | Portugal   | 0   | 0           | 10          | 5    | 30   |      |

## Eindronde
- Alle wedstrijden in Sofia , Bulgarije

### Groep E
|      |                  |     | Wedstrijden | Wedstrijden | Set punten | Set punten | Set punten | Sets | Sets | Sets  |
| Rank | Team             | Pts | W           | L           | W          | L          | Ratio      | W    | L    | Ratio |
| ---- | ---------------- | --- | ----------- | ----------- | ---------- | ---------- | ---------- | ---- | ---- | ----- |
| 1    | Verenigde Staten | 4   | 1           | 1           | 5          | 3          | 1.667      | 180  | 161  | 1.118 |
| 2    | Bulgarije        | 3   | 1           | 1           | 3          | 4          | 0.750      | 159  | 168  | 0.946 |
| 3    | Duitsland        | 2   | 1           | 1           | 4          | 5          | 0.800      | 200  | 210  | 0.952 |

| Datum |                  | Score |                  | Set 1 | Set 2 | Set 3 | Set 4 | Set 5 | Totaal  |
| ----- | ---------------- | ----- | ---------------- | ----- | ----- | ----- | ----- | ----- | ------- |
| 4 jul | Bulgarije        | 3-1   | Duitsland        | 26-28 | 25-19 | 29-27 | 25-19 |       | 105-93  |
| 5 jul | Duitsland        | 3-2   | Verenigde Staten | 20-25 | 25-21 | 21-25 | 25-20 | 16-14 | 107-105 |
| 6 jul | Verenigde Staten | 3-0   | Bulgarije        | 25-21 | 25-16 | 25-17 |       |       | 75-54   |

### Groep F
|      |          |     | Wedstrijden | Wedstrijden | Set punten | Set punten | Set punten | Sets | Sets | Sets  |
| Rank | Team     | Pts | W           | L           | W          | L          | Ratio      | W    | L    | Ratio |
| ---- | -------- | --- | ----------- | ----------- | ---------- | ---------- | ---------- | ---- | ---- | ----- |
| 1    | Polen    | 5   | 2           | 0           | 6          | 2          | 3.000      | 186  | 166  | 1.120 |
| 2    | Cuba     | 3   | 1           | 1           | 3          | 3          | 1.000      | 142  | 140  | 1.014 |
| 3    | Brazilië | 1   | 0           | 2           | 2          | 6          | 0.333      | 165  | 187  | 0.882 |

| Datum |          | Score |          | Set 1 | Set 2 | Set 3 | Set 4 | Set 5 | Totaal  |
| ----- | -------- | ----- | -------- | ----- | ----- | ----- | ----- | ----- | ------- |
| 4 jul | Cuba     | 3-0   | Brazilië | 25-19 | 26-24 | 25-22 |       |       | 76-65   |
| 5 jul | Brazilië | 2-3   | Polen    | 25-23 | 23-25 | 25-23 | 17-25 | 10-15 | 100-111 |
| 6 jul | Polen    | 3-0   | Cuba     | 25-23 | 25-20 | 25-23 |       |       | 75-66   |

### Laatste 4

#### Halve finales
| Datum |                  | Score |           | Set 1 | Set 2 | Set 3 | Set 4 | Set 5 | Totaal |
| ----- | ---------------- | ----- | --------- | ----- | ----- | ----- | ----- | ----- | ------ |
| 7 jul | Verenigde Staten | 3-0   | Cuba      | 25-23 | 25-22 | 25-23 |       |       | 75-68  |
| 7 jul | Polen            | 3-0   | Bulgarije | 25-23 | 25-20 | 25-18 |       |       | 75-61  |

#### Wedstrijd voor 3e plaats
| Datum |      | Score |           | Set 1 | Set 2 | Set 3 | Set 4 | Set 5 | Totaal  |
| ----- | ---- | ----- | --------- | ----- | ----- | ----- | ----- | ----- | ------- |
| 8 jul | Cuba | 3-2   | Bulgarije | 25-18 | 19-25 | 23-25 | 25-23 | 15-12 | 107-103 |

#### Finale
| Datum |       | Score |                  | Set 1 | Set 2 | Set 3 | Set 4 | Set 5 | Totaal |
| ----- | ----- | ----- | ---------------- | ----- | ----- | ----- | ----- | ----- | ------ |
| 8 jul | Polen | 3-0   | Verenigde Staten | 25-17 | 26-24 | 25-20 |       |       | 76-63  |

## Eindstand
| Rank   | Team             |
| ------ | ---------------- |
| Goud   | Polen            |
| Zilver | Verenigde Staten |
| Brons  | Cuba             |
| 4      | Bulgarije        |
| 5      | Duitsland        |
| 6      | Brazilië         |
| 7      | Frankrijk        |
| 8      | Rusland          |
| 9      | Servië           |
| 10     | Argentinië       |
| 11     | Italië           |
| 12     | Canada           |
| 13     | Finland          |
| 14     | Zuid-Korea       |
| 15     | Japan            |
| 16     | Portugal         |